# Генрих Дуземер
Генрих фон Дуземер (Туземер) или Генрих Дуземер фон Арфберг (нем. Heinrich von Dusemer, Heinrich Dusemer von Arf(f)berg; ок. 1280 — 1353, Братиан) — 21-й великий магистр Тевтонского ордена с 1345 по 1351 год.

## Биография
Генрих Дуземер родился около 1280 года, предполагается, что во Франконии или Баварии. По легенде, вступил в Орден в 1311 году и, будучи молодым рыцарем, участвовал в поединке с великим князем литовским Витенем, из которого вышел победителем. Благодаря своему мужеству и благородство быстро продвигался по карьерной лестнице. Маркус Вюрст данные события не упоминает, вероятно, считая их вымыслом. Ничего подобного нет и в «Хронике земли Прусской» Петра фон Дусбурга.
С 1318 года в Пруссии в качестве члена конвента Рагнита, в 1327 году — член конвента Кёнигсберга. В следующем году занимал должность прокурора (судьи) Тапиау, в 1329 году стал комтуром Рагнита. В 1333—1334 годах — фогт Самбии, 1334-1335 — комтур Бранденбурга. С 1335 по 1339 год — маршал Ордена и комтур Кёнигсберга. И конце 1339 года вступил в конфликт с великим магистром Дитрихом фон Альтенбургом, в результате чего был понижен в должности и оправлен на службу в Страсбург в качестве комтура.
В 1342 году, когда новым великим магистром стал Людольф Кёниг, Генрих был реабилитирован. В следующем году он возглавил отряд великого магистра, отправленный на помощь Ландмейстеру Тевтонского ордена в Ливонии для подавления восстания эстонцев. В сентябре 1345 года Генрих Дуземер стал заместителем великого магистра, который отошёл от дел по причине душевного расстройства. После окончательной отставки Людольфа Кёнига 13 или 18 декабря великий капитул выбрал Генриха новым великим магистром Ордена.
29 августа 1346 года великий магистр Генрих Дуземер от лица Тевтонского ордена купил у датского короля Вальдемара IV Аттердага Эстландию (Викен и остров Эзель) за 19 тысяч марок серебра. Позже Генрих передал купленные земли ландмейстеру Тевтонского ордена в Ливонии Госвину фон Херике.
2 февраля 1348 года орденское войско одержало важную победу над войсками великого князя литовского Ольгерда в битве на Стреве. В честь этой знаменательной победы были открыты бенедиктинский монастырь в Кёнигсберге и францисканский в Велау. Однако вскоре в Пруссии началась эпидемия чумы, что заставило крестоносцев отказаться от планов по завоеванию Литвы. Хотя кризис и был преодолён, в 1351 году Генрих Дуземер решил подать в отставку по болезни. После назначения преемника (им стал Винрих фон Книпроде) Генрих поселился в Братиане и больше не играл существенной роли в жизни Ордена. Скончался он в 1353 году в Братиане и был похоронен в усыпальнице великих магистров Ордена в часовне св. Анны в Мариенбурге.
Дитриху приписывается начало строительства великолепного замка в Мариенбурге, при нём также было завершено строительство большой трапезной в замке Мительшлос.